# 사이쿠촌
사이쿠촌(斎宮村)은 일본 미에현 다키군에 설치되었던 촌이다. 현재의 메이와정의 남서부에 해당한다.